# Сєров Анатолій Костянтинович
Анато́лій Костянти́нович Сєро́в (рос. Анатолий Константинович Серов; 7 (20) березня 1910 — 11 травня 1939) — радянський військовий льотчик-винищувач. Герой Радянського Союзу (1938). Перший чоловік радянської акторки Валентини Сєрової.

## Біографія
Народився 7(20) березня 1910 року в селищі Воронцовка, нині Свердловської області, Російська Федерація в родині робітника. Росіянин. З 1918 року мешкав у місті Богословську, де 1923 року закінчив школу 1-го ступеня. 1925 року закінчив Тур'їнську семирічку, а наступного — школу ФЗУ при Надеждинському металургічному заводі. Того ж року почав працювати на заводі помічником сталевара мартенівського цеху.
До лав РСЧА призваний у 1929 році. Закінчив Вольську військову теоретичну школу льотчиків у 1930 році й Оренбурзьку військову школу льотчиків і летнабів у 1931 році. Член ВКП(б) з 1931 року. Служив старшим пілотом, командиром авіаланки у Ленінградському ВО. У 1934 році переведений на посаду командира авіаланки 26-ї ескадрильї ВПС Особливої Червонопрапорної Далекосхідної армії.
З 1935 року навчався на заочному відділенні Військово-повітряної академії імені Жуковського, з 1936 року — на льотно-випробувальній роботі в НДІ ВПС РСЧА, командир випробувального авіазагону.
З 16 червня 1937 по 21 січня 1938 року під ім'ям Родріго Матео брав участь у Громадянській війні в Іспанії, де командував авіаційним загоном і ескадрильєю. На винищувачі І-15 налітав 240 літако-годин, у 38 повітряних боях особисто збив 8 літаків супротивника, з них 1 — вночі.
Після повернення у СРСР старший лейтенант А. К. Сєров отримав позачергове військове звання «полковник». З травня 1938 року — начальник Головної льотної інспекції ПВС РСЧА. У 1939 році пройшов Курси удосконалення командного складу (КУКС) при Академії Генерального штабу СРСР.
11 травня 1939 року під час виконання тренувального польоту разом з Героєм Радянського Союзу майором Осипенко П. Д. загинув в авіаційній катастрофі поблизу села Високе. Урна з прахом встановлена у Кремлівській стіні на Червоній площі в Москві.

## Нагороди
Указом Президії Верховної Ради СРСР від 2 березня 1938 року старшому лейтенантові Сєрову Анатолію Костянтиновичу присвоєне звання Героя Радянського Союзу з врученням Почесної Грамоти ПВР СРСР і ордена Леніна.
Також був нагороджений двома орденами Червоного Прапора і медаллю «XX років РСЧА».

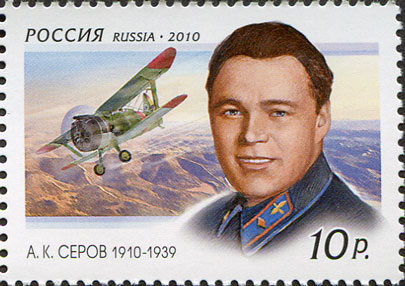
Російська поштова марка до 100-річчя від дня народження А. К. Сєрова.

## Вшанування пам'яті
7 червня 1939 року місто Надєждинськ Свердловської області було перейменоване у Сєров, у місті встановлено його погруддя.
На місті загибелі в селі Високе Рибновського району Рязанської області встановлено пам'ятник.
Ім'ям Анатолія Сєрова названо: вулиці в містах Архангельськ, Карпінськ, Мінськ, Єкатеринбург; металургійний комбінат (колишній Надеждинський); Батайська авіаційна школа; технічне училище № 54 у м. Сєров.